# Fundación Mercedes Calles y Carlos Ballestero
La Fundación Mercedes Calles y Carlos Ballestero es una fundación sin ánimo de lucro de España, creada el 29 de julio de 2002, cumpliendo el deseo de Mercedes Calles Martín-Pedrilla, para fines de interés general de la ciudad de Cáceres mediante el desarrollo social, cultural y económico de sus habitantes.

## Mercedes Calles Martín–Pedrilla
Nació en Cáceres en el año 1915 y murió en el 2001, en Madrid. Sintió siempre una especial adoración por la capital cacereña. A lo largo de su vida hizo pequeñas y grandes obras de solidaridad con los más necesitados, siempre de forma anónima.
Destacó en su época por ser una mujer adelantada a su tiempo, especialmente culta y amante de los viajes. Tuvo siempre en sus pensamientos la idea de crear una fundación que contribuyera al desarrollo integral de Cáceres y, por ende, de Extremadura.

## Fundación Mercedes Calles y Carlos Ballestero
La Fundación se crea como institución privada, sin ánimo de lucro, independiente, constituida con el legado testamentario de Doña Mercedes Calles, para fines de interés general de la ciudad de Cáceres y de sus habitantes, y para abordar, con sus programas, el desarrollo social, cultural y económico de la ciudad.
Toma su nombre de Mercedes Calles Martín–Pedrilla y el de su esposo, Carlos Ballestero Sierra, estableciendo su sede en la Casa Palacio de los Becerra, de la ciudad de Cáceres, propiedad de Mercedes Calles. 

### Exposiciones temporales
Entre las actividades llevadas a cabo por la Fundación Mercedes Calles y Carlos Ballestero para cumplir los fines propuestos, de manera especial destacan las exposiciones temporales que ofrece en su sede, con el objetivo de acercar a los habitantes cacereños las grandes obras de importantes maestros. 
Entre las que podemos encontrar las siguientes exposiciones:
- 2006:
  - Memoria y Patrimonio. La Virgen de la Montaña: 100 años como patrona.
  - Portugal y España. 20 años de integración europea.
- 2007:
  - Narbón Familiar
- 2008:
  - Orígenes, renovación y vanguardia de la Calcografía Nacional. (Real Academia de San Fernando)
  - Santa María la Mayor – De Parroquia a Concatedral.
  - Dibujos del legado de Gómez – Moreno.
- 2009:
  - Sorolla y su tiempo. (Museo Nacional de Bellas Artes de La Habana)
  - Torner. Naturaleza y razón.
  - El azulejo en Portugal. (Museu Nacional do Azulejo)
- 2010:
  - Rembrandt. Aguafuertes
  - Andy Warhol y Pietro Psaier
- 2011:
  - Rusia, siglo XX
  - El Belén. Colección María Cavaco Silva
- 2012:
  - Pasión por el arte. Colección Granados
  - El encuentro con la mirada. Carmen Casey
- 2013:
  - Patrimonio Artístico de la Diócesis
  - Arte Internacional del Siglo XX. Colección Brownstone
  - De Extranjeros a Ciudadanos (Embajada de Irlanda)
  - Premio Nacional de Fotoperiodismo 2013
  - 9915 Miradas Íntimas. Dibujos de maestros modernos y contemporáneos en colecciones privadas españolas
- 2014:
  - Il furore della ricerca. Grandes maestros de la pintura italiana en la colección Cavallini Sgarbi
  - FotoExtremadura 2013. El océano Pacífico
  - Juan Barjola desde la memoria
  - Rafael Sanz Lobato. Fotografías 1960-2008.
  - Belén Monumental de Plastilina
- 2015:
  - De Rubens a van Dyck. Colección Gerstenmaier
  - Chema Conesa. Retratos de papel
  - Tercer Espacio: entre tradición y modernidad
  - Escenas Navideñas de Belén
- 2016:
  - Goya, testigo de su tiempo. Caprichos. Desastres.Tauromaquia. Disparates.
  - Goya, testigo de su tiempo. Los Desastres de la Guerra.
  - Hernández - Pacheco. Elementos del Paisaje. Fotografías 1907-1950.
  - FotoExtremadura 2015. Sombras y Contraluz.
  - Belén Monumental de Plastilina. II edición.
- 2017:
  - Miradas de un coleccionista. Colección Himalaya.
  - De Fortuny a Sorolla. Pintura española de los siglos XIX y XX en la colección Gerstenmaier.
  - Del Costumbrismo a la Modernidad. Colección Fundación Caja de Extremadura.
- 2018:
  - Picasso, Sueños Grabados.
  - Historias del Tebeo, 1917-1977.
- 2019:
  - Agatha Ruiz de la Prada en Cáceres.
  - Instantes Decisivos. Colección Julián Castilla.

### Premios otorgados a la fundación
A lo largo de la trayectoria recorrida en estos años por la fundación, su labor ha sido apreciada por instituciones públicas y privadas, que le han otorgado reconocimientos públicos mediante la entrega de los siguientes premios:
- Premio Avuelapluma a la promoción cultural 2008 (Semanario Cultural Avuelapluma)
- Premio Extremeños de Hoy 2011 (Diario Hoy, grupo Vocento)
- Medalla de Cáceres 2012 (Ayuntamiento de Cáceres)
- Torres de Cáceres 2014 (Asociación Torres de Cáceres)
- Premio Pop Eye 2017 a la Cultura Extremeña

## Premio Internacional de Periodismo Fundación Mercedes Calles y Carlos Ballestero de Cáceres
Desde el año 2008, la Fundación Mercedes Calles y Carlos Ballestero, junto con la colaboración técnica de la Asociación de Periodistas de Cáceres, premia cada año el mejor artículo o reportaje en prensa escrita relacionado con la ciudad de Cáceres, que refleje sus valores sociales, humanos, culturales, artísticos o monumentales.
A través de la concesión de este premio, la Fundación apuesta por fomentar los valores que destacan entre los fines de su creación y por proyectar a nivel nacional e internacional la ciudad de Cáceres.

### Ganadores del Premio Internacional de Periodismo
- Marta Sanz Pastor (2008) Cáceres ciudad pajarera. (El País, 3 de mayo de 2008).
- Eugenio Fuentes (2009) Piedra, papel o tijeras. (Diario Hoy, los días 26 de julio y 9 de agosto de 2009).
- Troy Nahumko (2010) The beauty of Cáceres. (The Irish World, 6 de febrero de 2010).
- Juan Manuel de Prada (2011) Cáceres bajo la lluvia. (XL Semanal, suplemento dominical de los periódicos del Grupo Vocento, el 4 de diciembre de 2011).
- Carmen Posadas (2012) Otro modo de viajar. (Publicado en XL Semanal, suplemento dominical del Grupo Vocento, el 25 de diciembre de 2012).
- Carlos Marzal (2013) La muralla elocuente. (Publicado en Diario El Mundo, suplemento Viajes, el 31 de diciembre de 2013).
- César Antonio Molina (2014) Cáceres, laberinto poético. (Publicado en El Norte de Castilla el 5 de diciembre de 2014).
- Antonio Colinas (2015) Una estación, una ciudad, un destino. (Publicado en el Diario de León el 20 de diciembre de 2015).
- Diego Doncel (2016) Cuando vuelven las cigüeñas. (Publicado en El País - El Viajero el 25 de noviembre de 2016).

## Publicaciones
- Memoria y Patrimonio. La Virgen de la Montaña: cien años como patrona (2006).
- Enlace permanente a Portugal y España. 20 años de integración europea (2006).
- Toros en Cáceres (2007).
- Narbón familiar (2007).
- La Casa de los Becerra (2007).
- Orígenes, Renovación y Vanguardia de la Calcografía Nacional. Real Academia de San Fernando (2008).
- Santa María la Mayor. De Parroquia a Concatedral (2008).
- Dibujos del legado de Gómez-Moreno (2008).
- Ciudad pajarera. I  Premio de Periodismo (2008).
- Sorolla y su tiempo (2009).
- Torner. Naturaleza y razón (2009).
- El azulejo en Portugal (2009).
- Rembrandt. Aguafuertes (2010).
- Andy Warhol & Pietro Psaier (2011).
- Rusia, siglo XX (2012).
- El Belén. Colección María Cavaco Silva (2011).
- Carmen Casey. El encuentro con la mirada (2012).
- Pasión por el arte. Colección Granados (2012).
- Guía Didáctica Fundación Mercedes Calles y Carlos Ballestero (2013).
- Los Secretos de la Colección. Guía didáctica para pequeños curiosos (2013).
- Il furore della ricerca (2014).
- De Rubens a van Dyck. La pintura flamenca en la colección Gerstenmaier (2015).
- Chema Conesa. Retratos de Papel (2015).
- Goya, testigo de su tiempo. Caprichos. Desastres. Tauromaquia. Disparates (2016).
- Miradas de un coleccionista. Colección Himalaya (2017).
- De Fortuny a Sorolla. Pintura española de los siglos XIX y XX en la colección Gerstenmaier (2017).
- Del Costumbrismo a la Modernidad. Colección Fundación Caja de Extremadura (2017).

## Acciones solidarias
Entre sus proyectos, la Fundación Mercedes Calles y Carlos Ballestero tiene en cuenta a aquellas personas que más ayuda necesitan, mediante donaciones a comedores sociales obtenidos de los beneficios de la tienda solidaria de recuerdos del museo.